# Matilda Howell
Matilda Howell, també coneguda amb el nom de Linda Howell, (Ohio, 28 d'agost de 1859 - 20 de desembre de 1939) fou una tiradora amb arc estatunidenca, guanyadora de tres medalles olímpiques.
Membre del club de tir amb arc de la ciutat de Cincinnati, va participar en els Jocs Olímpics d'Estiu de 1904 realitzats a Saint Louis (Estats Units), on va aconseguir guanyar tres medalles d'or en les proves de ronda Nacional, ronda Columbia i prova per equips femenins.